# Høyjord
Høyjord is een plaats in de Noorse gemeente Sandefjord in de provincie Vestfold. Høyjord telt 358 inwoners (2007) en heeft een oppervlakte van 0,54 km².